# 서울구치소
서울구치소(서울拘置所)는 대한민국의 구치소이다. 법무부 교정본부 산하의 서울지방교정청 관할 기관이며, 경기도 의왕시 안양판교로 143에 위치하고 있다.

## 역사
대한제국 말기인 1908년에 현재의 서울특별시 서대문구 현저동 서대문독립공원 자리에 경성감옥이라는 이름으로 개청하였다. 1912년에 마포형무소 전신인 경성감옥이 새로 문을 열면서 서대문감옥으로 바뀌었고, 1923년부터는 서대문형무소로 불렸다.
1945년에 태평양 전쟁 종전으로 미군정 관할로 바뀌었으며, 대한민국 정부가 계속 형무소로 사용하였다. 그 사이 이름은 1945년 서울형무소, 1961년 서울교도소로 차례로 바뀌었고, 1967년부터 서울구치소로 개편되었다. 1987년에 경기도 시흥군 의왕읍 포일리 (현 의왕시 포일동)으로 이전하고 옛 서울구치소 자리는 기념관으로 사용된다.

## 조직과 운영
1967년에 구치소로 개편된 이래 미결수 수용 업무를 담당한다. 다른 구치소처럼 총무과, 보안과, 출정과, 분류심사과, 수용기록과, 민원과, 사회복귀과, 복지과, 의료과를 두고 있다.
2008년에 '가족 만남의 집'이라는 이름으로 수용자와 가족들이 함께 먹고 자면서 24시간 동안 면회를 할 수 있는 펜션형 시설을 열었다.

## 주요 수감자

### 흉악범, 연예인, 운동선수들
- 강호순 : 사형수
- 곽영주
- 김길수
- 김동원
- 김성민
- 김영준
- 김태현
- 김호중 - 2025. 8/18  소망 교도소로 이감. (여주시에 위치, 국내 유일한 민용 교도소)
- 신정식
- 신정환
- 오재원
- 신창원 - 청송교도소로 이감, 이후 부산교도소로 재이감.
- 온보현 - 1995. 11/2  (사형 ⭕️)
- 유아인
- 유지광
- 유영철
- 이동식
- 이영복
- 이정재
- 이팔국
- 임화수
- 장용준
- 전주환 - 경북북부제2교도소로 이감.
- 정남규 - 2009. 11/22 자살.
- 정두영 - 사형수
- 정성현
- 조선
- 조용수
- 조주빈
- 지존파 - 1995. 11/2  (사형 ⭕️)
- 최승준
- 최윤종

### 박근혜-최순실 게이트관련
- 김기춘[3] - 서울동부구치소로 이감[4]
- 김종[3]
- 김종덕
- 남재준
- 문형표[3]
- 박근혜[5]
- 신동빈
- 우병우
- 이병기
- 이우현
- 이재용[3] - 2심 판결에서 집행유예 선고받아 석방
- 장시호[3]
- 조윤선[3]
- 정관주
- 차은택[3]
- 최경환
- 최경희[3]
- 최순실[3] - 서울남부구치소로 이감[6], 이후 서울동부구치소로 재이감[7]

### 조국 사태관련
- 조국
- 정경심

### 기타 정치인, 기업인, 종교인, 교수들
- 곽노현
- 김경수
- 김계원
- 김두한
- 김승연
- 김재규
- 노태우
- 도예종
- 문세광
- 문익환 - 1976, 1978, 1985년까지 세 차례 수감됨.
- 변희재
- 박삼구 - 금호아시아나그룹 제4대, 6대 회장 (아시아나 계열사 부당지원 혐의로 구속)
- 신연희
- 양승태
- 이재록
- 임수경 - 1989년 평양축전 방북 사건으로 1990년까지 수감됨.
- 전광훈
- 정몽구
- 조봉암
- 최태원

현직 대통령으로 수감된 사람
- 윤석열

### 외국인
- 아서 존 패터슨
- 응우옌흐우짜인

## 같이 보기
- 서울동부구치소
- 서울남부구치소
- 서울남부교도소
- 서대문형무소
- 교정본부